# Vitali Moutko
Vitali Leontievitch Moutko (en russe : Виталий Леонтьевич Мутко), est un homme politique russe, membre de la nouvelle nomenklatura, né à Kourinskaïa (kraï de Krasnodar) le 8 décembre 1958. 
Ancien ministre russe des Sports de 2008 à 2016, il est vice-président du gouvernement de la Russie de 2016 à 2020.

## Scandale du dopage
Soupçonné d'être au cœur du scandale du dopage qui touche le milieu sportif russe, il est banni à vie des Jeux olympiques. Le 25 décembre 2017, il démissionne « pour une période de six mois » de la présidence de la Fédération russe de football, mais affirme conserver la confiance du président Poutine.